# 中国共产党第六届中央委员会候补委员列表
中国共产党第六届中央委员会，是1928年7月由中国共产党第六次全国代表大会选举产生的中国共产党中央委员会。其任期至1945年6月。

## 名单
大会共选举出13名中央候补委员：
徐兰芝（女，1928年7月-11月）、王凤飞（1928年7月-11月）、王灼（1928年7月-11月）、唐宏经（1928年7月-11月）、刘坚予（1928年7月-1930年5月）、夏文法（1928年7月-1930年5月）、史文彬（1928年7月-1931年7月）、李子芬（1928年7月-1935年12月）、周秀珠（女，1928年7月-1931年1月）、甘卓棠（1928年7月-1929年2月）、邓中夏（1928年7月-1933年5月）、罗章龙（1928年7月-1931年1月）、王仲一（1928年7月-11月。1929年6月被开除）
| 徐兰芝 | 王凤飞 | 王灼   | 刘坚予 | 唐宏经 | 史文彬 | 李子芬 |
| 周秀珠 | 甘卓棠 | 邓中夏 | 夏文法 | 罗章龙 | 王仲一 |        |

## 增补委员
- 1930年9月中共扩大的六屆三中全會补选8人：
袁炳辉（1930年9月-1932年）、陈云（1930年9月-1931年1月）、林育英（张浩、仲丹，1930年9月-1942年3月）、王克全（1930年9月-1931年1月）、朱德（1930年9月-1934年1月）、黄平（1930 年9月-1933年1月）、恽代英（1930年9月-1931年4月）、陈潭秋（1930年9月-1943年9月）

- 1931年1月中共扩大的六届四中全会补选4人：
夏曦（1931年1月-1936年2月）、沈泽民（1931年1月-1933年5月）、王荩仁（1931年1月-1933年2月）、曾炳春（1931年1月-1932年5月）

- 1931年9月增补1人：
李竹声（1931年9月-1934年）

- 1934年1月中共六届五中全会增选5人：
彭德怀（1934年1月-1936年）、杨尚昆、陈铁铮（孔原）、李富春、李维汉（1934年1月-1935年1月）

- 1935年8月沙窝中央政治局会议增补3人：
何畏、李先念、傅钟[註 1]

到1945年4月中共七大召开之前仍然在职的中央候补委员3人：杨尚昆、陈铁铮（孔原）、李富春

### 引用
1. ↑  何虎生等主编. . 北京：中国社会出版社. 1993年5月: 13. ISBN 7-80088-393-0.